# SpaceX Crew-4
SpaceX Crew-4 var uppdragsbeteckningen för en bemannad rymdfärd med en Dragon 2-rymdfarkost från SpaceX. Farkosten sköts upp med en Falcon 9-raket från Kennedy Space Center LC-39A den 27 april 2022. Flygningens destination var den Internationella rymdstationen (ISS). Knappt ett dygn senare dockade farkosten med rymdstationen.
Flygningen transporterade Kjell N. Lindgren, Robert Hines, Samantha Cristoforetti och Jessica Watkins till och från rymdstationen.
Farkosten lämnade rymdstationen den 14 oktober 2022, några timmar senare återinträdde den i jordens atmosfär och landade i Mexikanska golfen.

## Besättning
| Befälhavare    | Kjell N. Lindgren, NASA Hans andra rymdfärd       |
| Pilot          | Robert Hines, NASA Hans första rymdfärd           |
| Flygingenjör 1 | Samantha Cristoforetti, ESA Hennes andra rymdfärd |
| Flygingenjör 2 | Jessica Watkins, NASA Hennes första rymdfärd      |

## Backup
| Befälhavare | Stephen G. Bowen, NASA |